# Pantages Theatre
El Hollywood Pantages Theatre, anteriormente conocido como RKO Pantages Theatre, está localizado en la intersección de las calles Hollywood y Vine (6233 Hollywood Boulevard), en Hollywood. El edificio, diseñado por el arquitecto B. Marcus Priteca, fue el último teatro construido por el empresario de vodevil Alexander Pantages. El teatro, de estilo Art déco, fue inaugurado el 4 de junio de 1930, como parte del Circuito Teatral Pantages.

## Historia

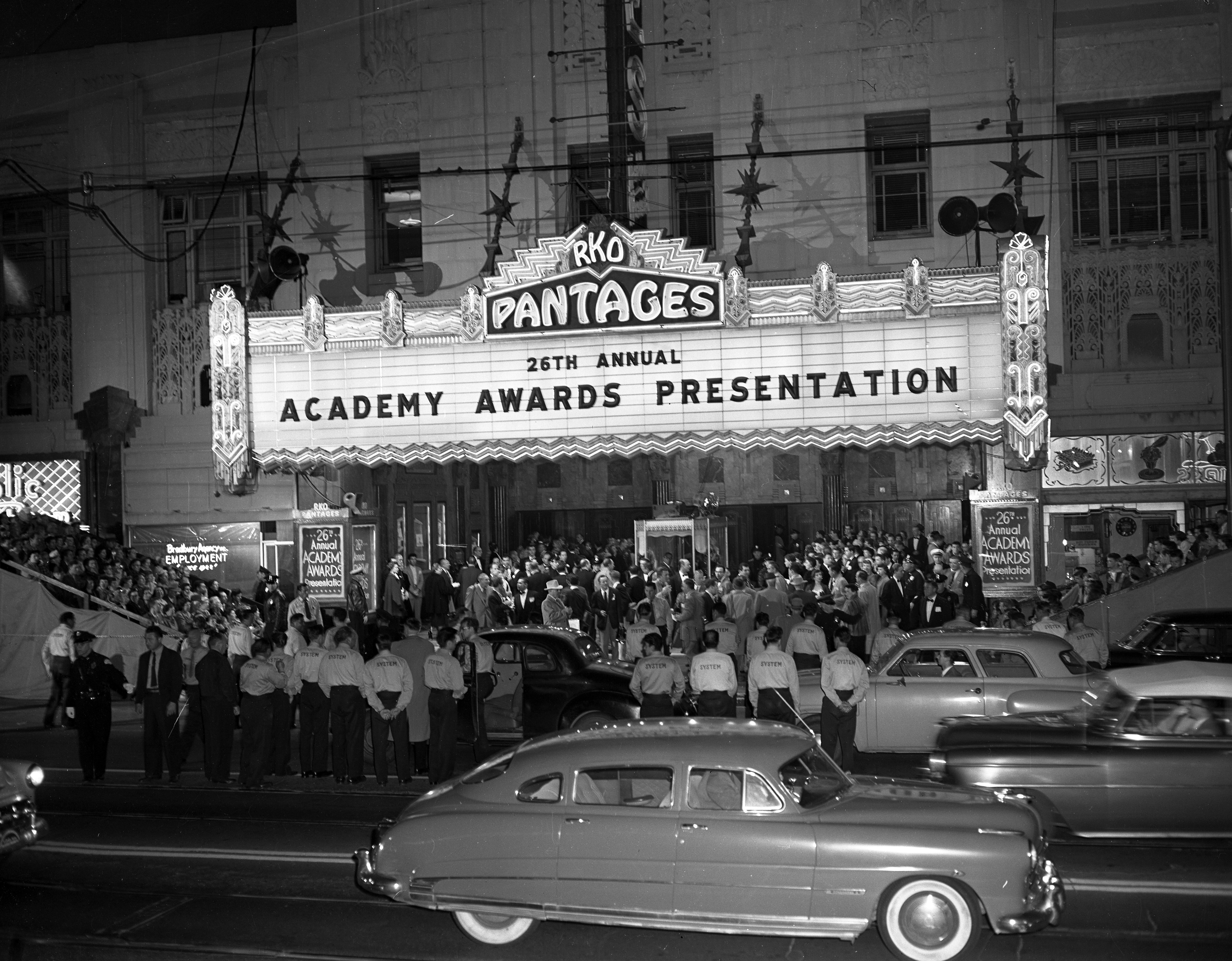
26.ª Ceremonia de los Premios Óscar (1954)

Como parte del Circuito Teatral Pantages, que estaba especialmente creado para representar obras de vodevil, el nuevo teatro de Hollywood comenzó su funcionamiento programando sesiones alternas de películas con obras de variedades durante sus primeros dos años de vida. Pero como muchos teatros durante la Gran Depresión, se vio obligado a economizar y comenzó a operar casi exclusivamente como sala de cine, aunque ocasionalmente ofrecía eventos en directo.
Alexander Pantages vendió la propiedad en 1932 a la compañía Fox West Coast Theaters. En 1949, Howard Hughes adquirió el Hollywood Pantages para incluirlo en su Circuito Teatral RKO y movió sus oficinas personales a la segunda planta del edificio. Entre 1949 y 1959, el teatro fue la sede de la ceremonia anual de entrega de los Premios de la Academia de cinematografía americana, también conocidos como los Premios Óscar. El edificio continuó siendo uno de los principales locales de previsualización de películas previas a su estreno hasta los años 70. Desde 1965, el edificio comenzó a ser operado por la compañía Pacific Theatres. El Hollywood Pantages dejó de ser utilizado como sala cinematográfica en enero de 1977, siendo reabierto al mes siguiente como sala de teatro. 

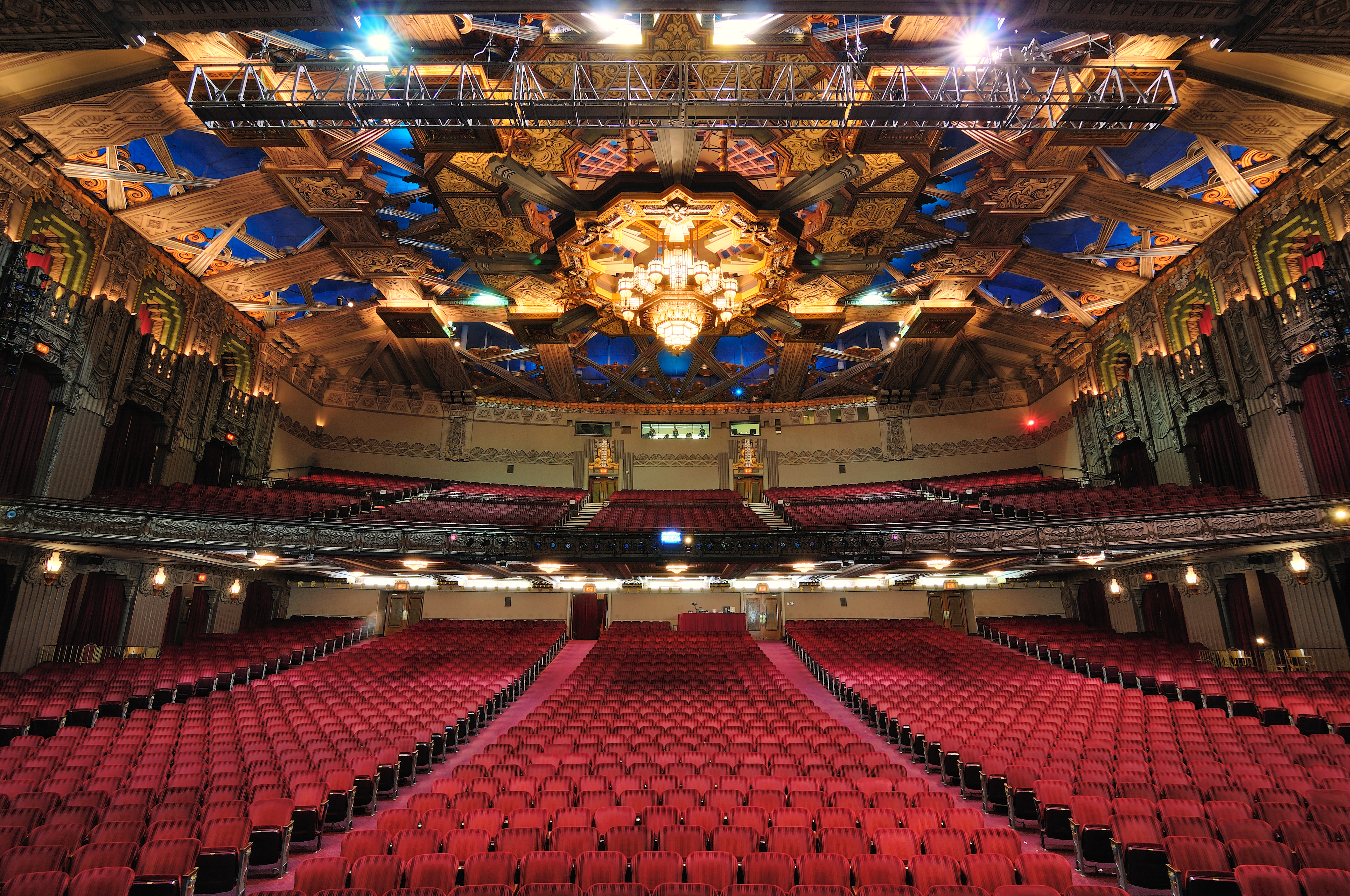
Interior del Pantages Theatre

Actualmente operado por la compañía Nederlander Organization, el Hollywood Pantages es una de las principales salas teatrales de Los Ángeles, habiendo presentado recientemente grandes musicales de Broadway como El rey león, que estuvo en cartel durante dos años, y siendo la sede en Los Ángeles de la producción musical de Broadway Wicked.
Situado en una ubicación privilegiada, el complejo se ha expandido recientemente hacia la Plaza Bob Hope con la inclusión de un nuevo hotel y un complejo de tiendas, muy cercano a la estación de metro de Hollywood/Vine. El teatro se sometió a un proceso de restauración y mejora en el año 2000 que supuso una inversión cercana a los 10 millones de dólares. El diseño original del Hollywood Pantages consistía en un edificio de 12 plantas: 2 alturas dedicadas al teatro y las otras 10 diseñadas como espacio de oficinas. Debido a la gran crisis económica de 1929, la terminación de las 10 últimas plantas nunca se llevó a cabo. En diciembre de 2007, se presentaron nuevas ideas para terminar el diseño original parado en 1929, aunque no se han llevado a término desde entonces.
El tratro ha albergado ocasionalmente conciertos de música popular, incluyendo bandas como Dream Theater, Foo Fighters o Mark Knopfler (de Dire Straits). La grabación del concierto de 1984 de Talking Heads Stop Making Sense fue realizada aquí. En 1997, 4 años antes de comenzar su carrera artística estadounidense, la cantante y compositora colombiana Shakira realizó su presentación en Estados Unidos en el Hollywood Pantages; y en 2006, el grupo de pop mexicano RBD grabó su CD/DVD "Live in Hollywood" sobre su escenario.
El Hollywood Pantages Theatre es también un escenario habitual para la grabación de películas, programas de televisión y videos musicales. Las escenas de concierto de la película de 1980 The Jazz Singer o el video de la canción de Michael Jackson de 1995 "You Are Not Alone" son solo dos ejemplos.